# Oliver Sykes

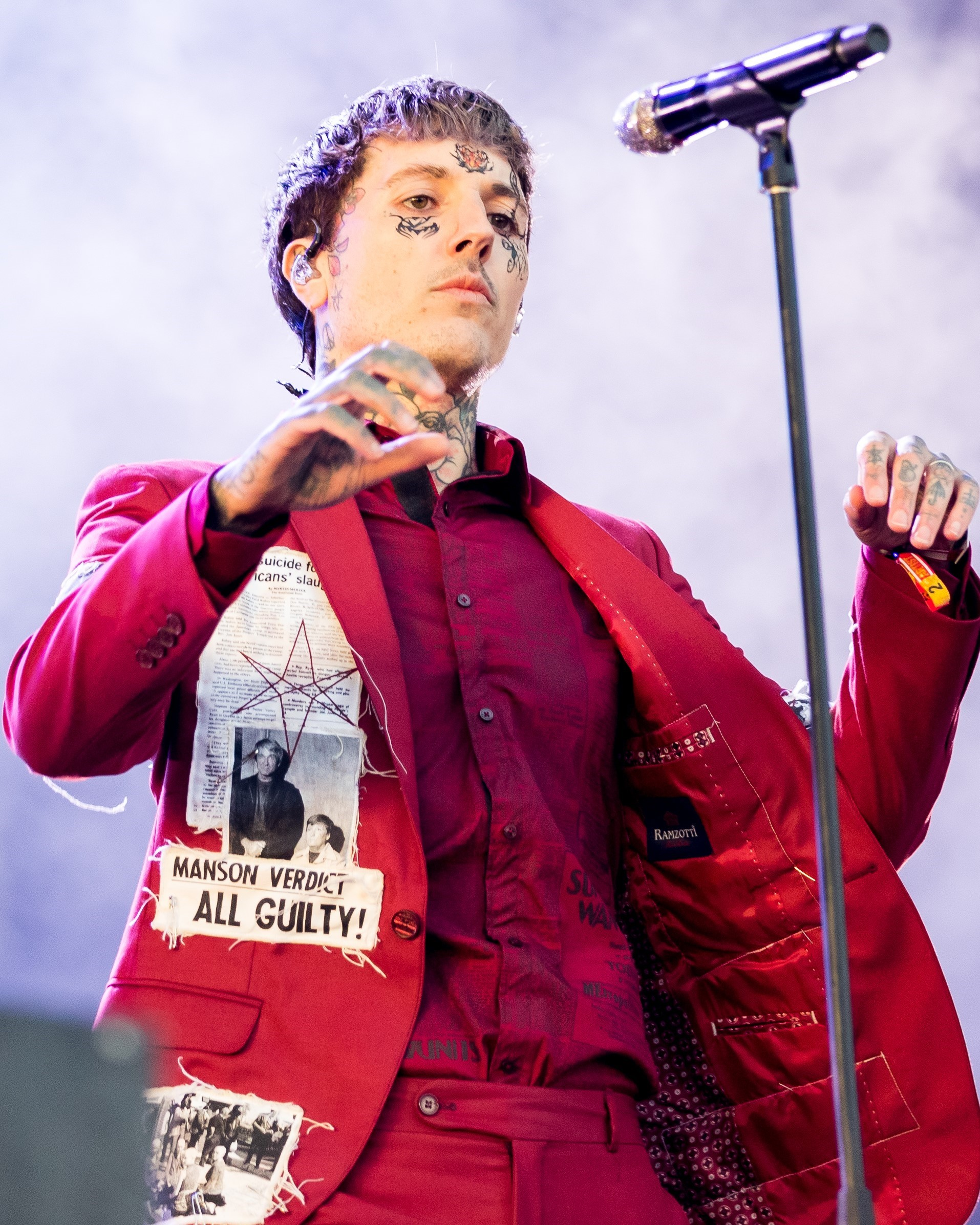
Oli Sykes

Oliver (Oli) Scott Sykes (Ashford, 20 november 1986) is vooral bekend als de zanger van de metalcoreband Bring Me the Horizon.

## Jeugdjaren
Toen Oli 3 jaar was verhuisde hij met zijn ouders naar Australië, waar ze familie hebben. In een periode van vijf jaar woonden ze in de steden Adelaide en Perth. Op 8-jarige leeftijd verhuisden ze weer naar Engeland. Rond zijn 9e jaar kwam hij in een nu-metal-fase. Hij luisterde naar bands als Linkin Park en Limp Bizkit.
Op de middelbare school had Sykes enkel interesse in de vakken in Engels en Kunst. Na zijn middelbare opleiding ging hij naar de universiteit maar stopte daar na enkele maanden mee. In deze periode richtte hij Bring Me the Horizon op en begon hij met een eigen kledinglijn Drop Dead.

## Bring Me the Horizon
Bring Me the Horizon werd opgericht in 2004 in Sheffield, Yorkshire. De band had een moeilijke start en het duurde enkele jaren voor ze buiten Sheffield erkenning kregen. De eerste platenmaatschappij waarbij de band tekende was Thirty Days Of Night Records. Daar bracht de groep in 2006 de eerste ep uit, This Is What The Edge Of Your Seat Was Made For. Enkele maanden later kreeg de groep een contract bij Visible Noise, de platenmaatschappij waar Lostprophets en Bullet for My Valentine reeds een contract bij hadden. Inmiddels heeft de band het podium gedeeld met onder andere Linkin Park, Killswitch Engage, My Chemical Romance, en Slayer en heeft de groep zeven albums uitgebracht. Oliver Sykes kwam ook al in enkele nummers als gastzanger van onder andere You Me At Six, Architects en While She Sleeps.

## Media-aandacht

### Salt Lake City, 2011
Op 3 oktober 2011 was Oliver Sykes betrokken bij een gevecht tijdens een optreden in Salt Lake City. Sykes werd kwaad tijdens het optreden omdat enkelingen onder het publiek met flessen en andere voorwerpen richting het podium gooiden. Hij droeg hen op om te vertrekken of het anders op het podium met hem uit te vechten. Enkelen namen dit serieus. Ze klommen op het podium en vielen Sykes aan. Hij bleef ongedeerd en kwam een half uur later terug om het optreden af te maken.

### David Russel
David Russel kreeg een levenslange gevangenisstraf nadat hij zich voordeed als Oliver Sykes op Facebook en een fan probeerde te vermoorden. David Russel was een 22-jarige McDonald's-medewerker. In 2010 deed hij zich voor als Oliver Sykes op Facebook. Hij begon een relatie met een 19-jarig meisje uit Californië. David vroeg aan het meisje om hem te bezoeken in Groot-Brittannië. In die periode wist het meisje al dat hij Oliver Sykes niet was. Hij nam haar mee naar het bos en blinddoekte haar met de smoes dat hij een cadeau had voor haar. Daar sneed hij haar keel door maar het was niet diep genoeg, daarna stak hij haar in de rug, sloeg haar met een stuk hout, stak haar weer 3 keer en gaf haar een hoofdstoot. Toen liet hij haar achter om te sterven. Het meisje overleefde dit waarna Russell een gevangenisstraf van minimaal 17,5 jaar kreeg.

### Commotie om filmpje
Architects-zanger Sam Carter kreeg doodsbedreigingen van de fans van Bring Me the Horizon na de verschijning van een filmpje met een in scène gezette vechtpartij tussen hem en Oli Sykes. De video werd gemaakt uit verveling in Karlsruhe, Duitsland. De bands deelden een tourbus en zijn vrienden. De video van de vechtscène werd bewerkt met valse geluiden. De leden van de bands verwachtten niet dat er zo heftig op het filmpje gereageerd zou worden.

## Andere projecten

### Stripverhaal
Sykes is schrijver van de stripboekenreeks Raised By Raptors, geïllustreerd door Ashton-Bell. Het verhaal gaat over K'Abel, een meisje dat op 6-jarige leeftijd iedereen verloor die ze lief had.

### Drop Dead
Toen Oliver stopte met zijn studie aan de universiteit, richtte hij de kledinglijn Drop Dead Clothing op. Hij is al sinds zijn jeugdjaren geïnteresseerd in kunst en tekenen. De kledinglijn is een van de populairste alternatieve kledingmerken in de wereld. Het merk is voor zowel vrouwen als mannen en verzendt wereldwijd.
- Gemeinsame Normdatei: 1042306664
- International Standard Name Identifier: 0000 0004 1887 4152
- Library of Congress Control Number: no2018062547
- MusicBrainz: 6d1b1218-96b1-42e9-8cb6-b8aedca09bf1
- Virtual International Authority File: 305306946